# Пелциг
Пелциг (њем. Pölzig) општина је у њемачкој савезној држави Тирингија. Једно је од 61 општинског средишта округа Грајц. Према процјени из 2010. у општини је живјело 1.288 становника. Посједује регионалну шифру (AGS) 16076058.

## Географски и демографски подаци
Пелциг се налази у савезној држави Тирингија у округу Грајц. Општина се налази на надморској висини од 240–295 метара. Површина општине износи 7,8 km². У самом мјесту је, према процјени из 2010. године, живјело 1.288 становника. Просјечна густина становништва износи 166 становника/km².